# Atletiek op de Olympische Zomerspelen 2008 - 200 meter vrouwen
De 200 m sprint voor vrouwen op de Olympische Spelen van 2008 in Peking vond plaats van 19 augustus tot 21 augustus in het Nationale Stadion van Peking.
Als kwalificatie-eis gold 23,00 (A-limiet) en 23,20 (B-limiet).

## Records
Voor dit onderdeel waren het wereldrecord en olympisch record als volgt.
| Wereldrecord     | 21,34 | Florence Griffith-Joyner | USA | Seoel, Zuid-Korea | 29 september 1988 |
| Olympisch record | 21,34 | Florence Griffith-Joyner | USA | Seoel, Zuid-Korea | 29 september 1988 |

## Uitslagen
De volgende afkortingen worden gebruikt:
- Q Gekwalificeerd op basis van finishpositie
- q Gekwalificeerd op basis van finishtijd
- DNS Niet gestart
- DNF Niet aangekomen
- DSQ Gediskwalificeerd
- PB Persoonlijke besttijd
- SB Beste seizoensprestatie
- NR Nationaal record
- CR Continentaal record

### Series
Heat 1 - 19 augustus 2008 10:00 - Wind: 0.2 m/s
| Rang | baan | Atleten               | Land | Tijd    | Extra | Reactietijd |
| ---- | ---- | --------------------- | ---- | ------- | ----- | ----------- |
| 1    | 7    | Allyson Felix         | USA  | 23,02 Q |       | 0,189       |
| 2    | 8    | Susanthika Jayasinghe | SRI  | 23,04 Q |       | 0,235       |
| 3    | 9    | Virgil Hodge          | SKN  | 23,14 Q |       | 0,226       |
| 4    | 4    | Aleksandra Fedoriva   | RUS  | 23,29 Q |       | 0,206       |
| 5    | 5    | Inna Eftimova         | BUL  | 23,50 Q |       | 0,197       |
| 6    | 6    | Kia Davis             | LBR  | 24,31   |       | 0,217       |
| 7    | 3    | Kirsten Nieuwendam    | SUR  | 24,46   | (NR)  | 0,190       |
|      | 2    | Vida Anim             | GHA  | DNS     |       |             |

Heat 2 - 19 augustus 2008 10:07 - Wind: -0.4 m/s
| Rang | baan | Atleten                 | Land | Tijd    | Extra | Reactietijd |
| ---- | ---- | ----------------------- | ---- | ------- | ----- | ----------- |
| 1    | 3    | Muna Lee                | USA  | 22,71 Q |       | 0,174       |
| 2    | 4    | Muriel Hurtis-Houairi   | FRA  | 22,72 Q |       | 0,210       |
| 3    | 2    | Cydonie Mothersill      | CAY  | 22,76 Q | (SB)  | 0,222       |
| 4    | 6    | Joelia Tsjermosjanskaja | RUS  | 22,98 Q |       | 0,204       |
| 5    | 7    | Ivet Lalova             | BUL  | 23,13 Q | (SB)  | 0,207       |
| 6    | 9    | Marielis Sánchez        | DOM  | 24,05   |       | 0,265       |
| 7    | 5    | Carol Rodríguez         | PUR  | 24,07   |       | 0,195       |
|      | 8    | Kim Gevaert             | BEL  | DNS     |       |             |

Heat 3 - 19 augustus 2008 10:14 - Wind: -1.7 m/s
| Rang | baan | Atleten                  | Land | Tijd    | Extra | Reactietijd |
| ---- | ---- | ------------------------ | ---- | ------- | ----- | ----------- |
| 1    | 3    | Marshevet Hooker         | USA  | 23,07 Q |       | 0,196       |
| 2    | 2    | Debbie Ferguson-McKenzie | BAH  | 23,22 Q |       | 0,174       |
| 3    | 9    | Oludamola Osayomi        | NGR  | 23,31 Q |       | 0,192       |
| 4    | 8    | Eleni Artymata           | CYP  | 23,58 Q | (SB)  | 0,200       |
| 5    | 7    | Sabina Veit              | SLO  | 23,62   |       | 0,213       |
| 6    | 6    | Gloria Kemasuode         | NGR  | 23,72   |       | 0,216       |
| 7    | 5    | Meritzer Williams        | SKN  | 23,83   |       | 0,225       |
| 8    | 4    | Fabienne Féraez          | BEN  | 24,07   |       | 0,250       |

Heat 4 - 19 augustus 2008 10:21 - Wind: -1.0 m/s
| Rang | baan | Atleten          | Land | Tijd    | Extra | Reactietijd |
| ---- | ---- | ---------------- | ---- | ------- | ----- | ----------- |
| 1    | 8    | Rakia Al-Gassra  | BRN  | 22,81 Q |       | 0,276       |
| 2    | 4    | Emily Freeman    | GBR  | 22,95 Q |       | 0,200       |
| 3    | 7    | Kerron Stewart   | JAM  | 23,03 Q |       | 0,269       |
| 4    | 2    | Ionela Târlea    | ROU  | 23,24 Q |       | 0,187       |
| 5    | 5    | Darlenis Obregón | COL  | 23,33 Q |       | 0,220       |
| 6    | 9    | Guzel Khubbieva  | UZB  | 23,44 Q |       | 0,154       |
| 7    | 3    | Jade Bailey      | BAR  | 23,62   |       | 0,220       |
| 8    | 6    | Lai Lai Win      | MYA  | 24,37   |       | 0,195       |

Heat 5 - 19 augustus 2008 10:28 - Wind: -0.1 m/s
| Rang | baan | Atleten                 | Land | Tijd    | Extra | Reactietijd |
| ---- | ---- | ----------------------- | ---- | ------- | ----- | ----------- |
| 1    | 6    | Veronica Campbell-Brown | JAM  | 23,04 Q |       | 0,209       |
| 2    | 8    | Kadiatou Camara         | MLI  | 23,06 Q |       | 0,245       |
| 3    | 5    | Natalia Rusakova        | RUS  | 23,21 Q |       | 0,205       |
| 4    | 3    | Sheniqua Ferguson       | BAH  | 23,33 Q |       | 0,188       |
| 5    | 4    | Adrienne Power          | CAN  | 23,40 Q |       | 0,168       |
| 6    | 9    | Vincenza Calì           | ITA  | 23,44 Q |       | 0,210       |
| 7    | 7    | Isabel Le Roux          | RSA  | 23,67   |       | 0,201       |
| 8    | 2    | Samia Yusuf Omar        | SOM  | 32,16   |       |             |

Heat 6 - 19 augustus 2008 10:35 - Wind: -0.4 m/s
| Rang | baan | Atleten                | Land | Tijd    | Extra | Reactietijd |
| ---- | ---- | ---------------------- | ---- | ------- | ----- | ----------- |
| 1    | 6    | Natalja Pyhyda         | UKR  | 22,91 Q | (=PB) | 0,180       |
| 2    | 9    | Sherone Simpson        | JAM  | 22,94 Q |       | 0,193       |
| 3    | 2    | Roxana Díaz            | CUB  | 23,09 Q |       | 0,182       |
| 4    | 7    | LaVerne Jones-Ferrette | ISV  | 23,12 Q |       | 0,178       |
| 5    | 8    | Evelyn dos Santos      | BRA  | 23,43 Q |       | 0,211       |
| 6    | 3    | Allison George         | GRN  | 23,45 Q |       | 0,235       |
| 7    | 5    | Marta Jeschke          | POL  | 23,59   |       | 0,180       |
| 8    | 4    | Gretta Taslakian       | LIB  | 25,32   | (SB)  | 0,208       |

### Kwartfinales
Heat 1 - 19 augustus 2008 19:00 - Wind: 0.0 m/s
| Rang | baan | Atlete                  | Land | Tijd    | Extra | Reactietijd |
| ---- | ---- | ----------------------- | ---- | ------- | ----- | ----------- |
| 1    | 4    | Veronica Campbell-Brown | JAM  | 22,64 Q |       | 0,168       |
| 2    | 6    | Allyson Felix           | USA  | 22,74 Q |       | 0,199       |
| 3    | 7    | Debby Ferguson-McKenzie | JAM  | 22,77 Q |       | 0,166       |
| 4    | 5    | Cydonie Mothersill      | CAY  | 22,83 q |       | 0,233       |
| 5    | 9    | Ionela Târlea           | ROU  | 23,22   |       | 0,214       |
| 6    | 2    | Evelyn Dos Santos       | BRA  | 23,35   |       | 0,203       |
| 7    | 8    | La Verna Jones-Ferrette | ISV  | 23,37   |       | 0,186       |
| DNS  | 3    | Guzel Khubbieva         | UZB  | DNS     |       |             |

Heat 2 - 19 augustus 2008 19:07 - Wind: 0.0 m/s
| Rang | baan | Atlete                | Land | Tijd    | Extra | Reactietijd |
| ---- | ---- | --------------------- | ---- | ------- | ----- | ----------- |
| 1    | 7    | Rakia Al-Gassra       | BRN  | 22,76 Q |       | 0,246       |
| 2    | 5    | Muriele Hurtis        | FRA  | 22,89 Q |       | 0,179       |
| 3    | 6    | Susanthika Jayasinghe | SRI  | 22,94 Q |       | 0,256       |
| 4    | 4    | Roxana Diaz           | CUB  | 22,98 q |       | 0,180       |
| 5    | 8    | Alexsandra Fedoriva   | RUS  | 23,04 q |       | 0,244       |
| 6    | 9    | Oludamola Osayomi     | NGR  | 23,27   |       | 0,195       |
| 7    | 2    | Darnelis Obrégon      | COL  | 23,40   |       | 0,167       |
| 8    | 3    | Inna Eftimova         | BUL  | 23,48   |       | 0,188       |

Heat 3 - 19 augustus 2008 19:14 - Wind: 0.3 m/s
| Rang | baan | Atlete                  | Land | Tijd    | Extra | Reactietijd |
| ---- | ---- | ----------------------- | ---- | ------- | ----- | ----------- |
| 1    | 9    | Joelia Tsjermosjanskaja | RUS  | 22,63 Q | PB    | 0,193       |
| 2    | 6    | Kerron Stewart          | JAM  | 22,74 Q |       | 0,212       |
| 3    | 4    | Marshevet Hooker        | USA  | 22,76 Q |       | 0,198       |
| 4    | 5    | Natalja Pyhyda          | UKR  | 23,03 q |       | 0,172       |
| 5    | 7    | Kadiatou Camara         | MLI  | 23,06   |       | 0,213       |
| 6    | 2    | Adrienne Power          | CAN  | 23,51   |       | 0,156       |
| 7    | 3    | Vincenza Cali           | ITA  | 23,56   |       | 0,204       |
| 8    | 8    | Shenigua Ferguson       | BAH  | 23,61   |       | 0,199       |

Heat 4 - 19 augustus 2008 19:21 - Wind: 0.0 m/s
| Rang | baan | Atlete           | Land | Tijd    | Extra | Reactietijd |
| ---- | ---- | ---------------- | ---- | ------- | ----- | ----------- |
| 1    | 5    | Sherone Simpson  | JAM  | 22,60 Q |       | 0,176       |
| 2    | 7    | Muna Lee         | USA  | 22,83 Q |       | 0,246       |
| 3    | 6    | Emily Freeman    | GBR  | 22,95 Q |       | 0,187       |
| 4    | 3    | Ivet Lalova      | BUL  | 23,15   |       | 0,169       |
| 5    | 4    | Virgil Hodge     | SKN  | 23,17   |       | 0,223       |
| 6    | 8    | Natalia Rusakova | RUS  | 23,28   |       | 0,220       |
| 7    | 9    | Eleni Artymata   | CYP  | 23,77   |       | 0,185       |
| 8    | 2    | Allison George   | GRN  | 23,77   |       | 0,305       |

### Halve finales
Heat 1 - 20 augustus 2008 21:55 - Wind: 0.0 m/s
| Rang | baan | Atlete                   | Land | Tijd    | Extra | Reactietijd |
| ---- | ---- | ------------------------ | ---- | ------- | ----- | ----------- |
| 1    | 5    | Veronica Campbell-Brown  | JAM  | 22,19 Q |       | 0,187       |
| 2    | 7    | Kerron Stewart           | JAM  | 22,29 Q |       | 0,217       |
| 3    | 4    | Muna Lee                 | USA  | 22,29 Q | (PB)  | 0,186       |
| 4    | 9    | Debbie Ferguson-McKenzie | BAH  | 22,51 Q |       | 0,165       |
| 5    | 6    | Joelia Tsjermosjanskaja  | RUS  | 22,57   | (PB)  | 0,204       |
| 6    | 3    | Natalja Pyhyda           | UKR  | 22,95   |       | 0,160       |
| 7    | 8    | Susanthika Jayasinghe    | SRI  | 22,98   |       | 0,245       |
| 8    | 2    | Roxana Díaz              | CUB  | 23,12   |       | 0,177       |

Heat 2 - 20 augustus 2008 22:04 - Wind: -0.2 m/s
| Rang | baan | Atlete                | Land | Tijd    | Extra | Reactietijd |
| ---- | ---- | --------------------- | ---- | ------- | ----- | ----------- |
| 1    | 7    | Allyson Felix         | USA  | 22,33 Q |       | 0,181       |
| 2    | 9    | Marshevet Hooker      | USA  | 22,50 Q |       | 0,196       |
| 3    | 5    | Sherone Simpson       | JAM  | 22,50 Q |       | 0,175       |
| 4    | 3    | Cydonie Mothersill    | CAY  | 22,61 Q | (SB)  | 0,212       |
| 5    | 4    | Muriel Hurtis-Houairi | FRA  | 22,71   |       | 0,188       |
| 6    | 6    | Rakia Al-Gassra       | BRN  | 22,72   |       | 0,259       |
| 7    | 8    | Emily Freeman         | GBR  | 22,83   |       | 0,201       |
| 8    | 2    | Aleksandra Fedoriva   | RUS  | 23,22   |       | 0,202       |

### Finale
Heat 1 - 21 augustus 2008 19:30 - Wind: 0.6 m/s
| Rang | baan | Atlete                   | Land | Tijd  | Extra | Reactietijd |
| ---- | ---- | ------------------------ | ---- | ----- | ----- | ----------- |
| 1    | 4    | Veronica Campbell-Brown  | JAM  | 21,74 | PB    | 0,172       |
| 2    | 5    | Allyson Felix            | USA  | 21,93 | SB    | 0,193       |
| 3    | 6    | Kerron Stewart           | JAM  | 22,00 |       | 0,199       |
| 4    | 9    | Muna Lee                 | USA  | 22,01 | PB    | 0,176       |
| 5    | 7    | Marshevet Hooker         | USA  | 22,34 | PB    | 0,200       |
| 6    | 8    | Sherone Simpson          | JAM  | 22,36 |       | 0,167       |
| 7    | 2    | Debbie Ferguson-McKenzie | BAH  | 22,61 |       | 0,175       |
| 8    | 3    | Cydonie Mothersill       | CAY  | 22,68 |       | 0,206       |